# II Giochi della penisola del Sud-est asiatico
I II Giochi della penisola del Sud-est asiatico si sono svolti a Yangon (Birmania) dall'11 al 16 dicembre 1961.

## Paesi partecipanti
Ai giochi hanno partecipato atleti provenienti da sette nazioni: 
- Birmania
- Cambogia
- Laos
- Malaysia
- Singapore
- Vietnam del Sud
- Thailandia

## Sport
Gli atleti hanno gareggiato nei seguenti sport.
- Sport acquatici
  -  Nuoto (dettagli)
  -  Pallanuoto (dettagli)
  -  Tuffi (dettagli)
- Atletica leggera (dettagli)
- Badminton (dettagli)
- Pallacanestro (dettagli)
- Pugilato (dettagli)
- Ciclismo (dettagli)
- Calcio (dettagli)
- Tiro (dettagli)
- Vela (dettagli)
- Tennis tavolo (dettagli)
- Tennis (dettagli)
- Pallavolo (dettagli)
- Sollevamento pesi (dettagli)

## Medagliere
*   Paese ospitante
| Posiz. | Nazione         | Oro | Argento | Bronzo | Totale |
| ------ | --------------- | --- | ------- | ------ | ------ |
| 1      | Birmania*       | 35  | 26      | 43     | 104    |
| 2      | Thailandia      | 21  | 18      | 22     | 61     |
| 3      | Malaysia        | 16  | 24      | 39     | 79     |
| 4      | Vietnam del Sud | 9   | 5       | 8      | 22     |
| 5      | Singapore       | 4   | 13      | 11     | 28     |
| 6      | Cambogia        | 1   | 6       | 4      | 11     |
| 7      | Laos            | 0   | 0       | 8      | 8      |
| Totale | Totale          | 86  | 92      | 135    | 313    |